# Blu di metilene
Il blu di metilene (o metiltioninio cloruro) è un composto organico della classe degli eterociclici aromatici (fenotiazine) sintetizzato per la prima volta nel 1876 dall'azienda chimica tedesca BASF. Ha un largo ventaglio d'impieghi ma il suo principale uso è quello di potente colorante basico blu brillante. A temperatura ambiente si presenta come un solido cristallino inodore di colore verde scuro, stabile sia all'aria che alla luce.
Dissolto in soluzione acquosa assume un'intensa colorazione blu. Si ottiene chimicamente per ossidazione di una miscela di dimetil-p-fenilendiammina, tiosolfato sodico e dimetilanilina.
È comunemente acquistabile in farmacia e parafarmacia.

## Storia
Il blu di metilene fu sintetizzato per la prima volta nel 1876 dal chimico tedesco Heinrich Caro nei laboratori della BASF, una delle principali aziende chimiche europee dell'epoca. L’anno successivo, il brevetto riconosciuto a BASF per questo composto segnò un primato: fu il primo in Germania per un colorante a base di catrame di carbon fossile. Inizialmente il blu di metilene veniva infatti ricavato a partire da una miscela complessa di idrocarburi e composti aromatici, ottenuta come sottoprodotto della distillazione del carbone. Da questo catrame era possibile isolare vari composti organici, tra cui l'anilina, uno dei principali precursori del blu di metilene. L’anilina veniva poi trattata con agenti alchilanti e ossidanti per ottenere la struttura fenotiazinica caratteristica del blu di metilene. Negli attuali e moderni processi chimici i precursori di sintesi sono petroderivati, a partire da idrocarburi come il benzene, il toluene ecc... e altamente purificati.
Originariamente creato come alternativa più economica e meno tossica rispetto ai coloranti blu esistenti, il blu di metilene crebbe rapidamente in uso alla fine dell'800 grazie alla sua stabilità e alla facilità di produzione. Nei primi anni successivi alla sua scoperta trovò ampio impiego nell'industria tessile grazie alla sua capacità di legarsi efficacemente alle fibre e veniva utilizzato per tingere cotone, lana e seta, contribuendo a creare una vasta gamma di prodotti colorati.
Nel 1882 Robert Koch lo utilizzò per marcare il bacillo responsabile della tubercolosi, iniziando così il suo ampissimo uso in biologia.

## Caratteristiche

### Sintesi
La sintesi del blu di metilene parte da composti aromatici fossili, in particolare da strutture che contengono anelli benzenici con gruppi funzionali amminici e metilici. I principali reagenti di partenza sono:
- anilina (un'ammina aromatica derivata dal benzene)
- cloruro di metile o altri alchilanti
- cloruro ferrico come ossidante

Il processo inizia con l'alchilazione dell'anilina o derivati simili, in cui un gruppo metile viene aggiunto all'anello aromatico. Successivamente avviene un'ossidazione in cui il composto viene trattato con un agente ossidante come il cloruro ferrico per formare una struttura intermedia parzialmente ossidata. A questo punto si ottiene la struttura base del colorante tramite una serie di reazioni chimiche in cui si formano due anelli fusi tipici delle fenotiazine, la classe chimica a cui appartiene il blu di metilene. La reazione finale coinvolge l’ossidazione del composto per ottenere la caratteristica colorazione blu. Una volta formata la struttura del blu di metilene, il composto viene isolato e purificato tramite cristallizzazione, risultando in un solido verdastro concentrato in piccoli cristalli lucidi. A seconda dell'uso previsto, può essere ulteriormente raffinato ed è generalmente venduto sotto forma di polvere o soluzione colorante già diluita. La forma idratata ha tre molecole di acqua per unità di blu di metilene.
È stata recentemente proposta una procedura di sintesi elettrochimica più ecologica, che utilizza solo dimetil-4-fenilendiammina e ioni solfuro.

## Usi
Il blu di metilene è generalmente venduto sotto forma di polvere finissima, e per usi laboratoristi o medici è preparato come soluzione acquosa a concentrazioni specifiche (solitamente 1%). In biologia, più specificamente in istologia, conferisce colore blu ai nuclei, al citoplasma e alle pareti cellulari, rendendo i nuclei più visibili all'interno della struttura. La concentrazione necessaria da utilizzare, varia in base alle cellule osservate e le loro caratteristiche. La concentrazione va quindi adattata in modo che l'intensità del colore non interferisca con l'osservazione delle strutture cellulari. In farmacognostica viene usato per verificare lo stato di conservazione degli estratti di Aloe vera ("metodo Pelini", dal nome del suo inventore Paolo Pelini), mentre nell'industria tessile come colorante per tessuti.

### Chimica
Il blu di metilene è solubile in diversi solventi, anche se questa caratteristica varia a seconda del tipo di sostanza impiegata. In particolare è affine ad acqua (massima affinità e tendenza a formare idrati, basta una piccola quantità del composto per essere immediatamente rilevabile), alcoli (moderatamente), glicerolo, cloroformio (moderatamente) e solventi organici polari. Non si scioglie invece nei liquidi apolari come il benzene o l'esano. È quasi insolubile in etere dietilico.

#### Indicatore redox

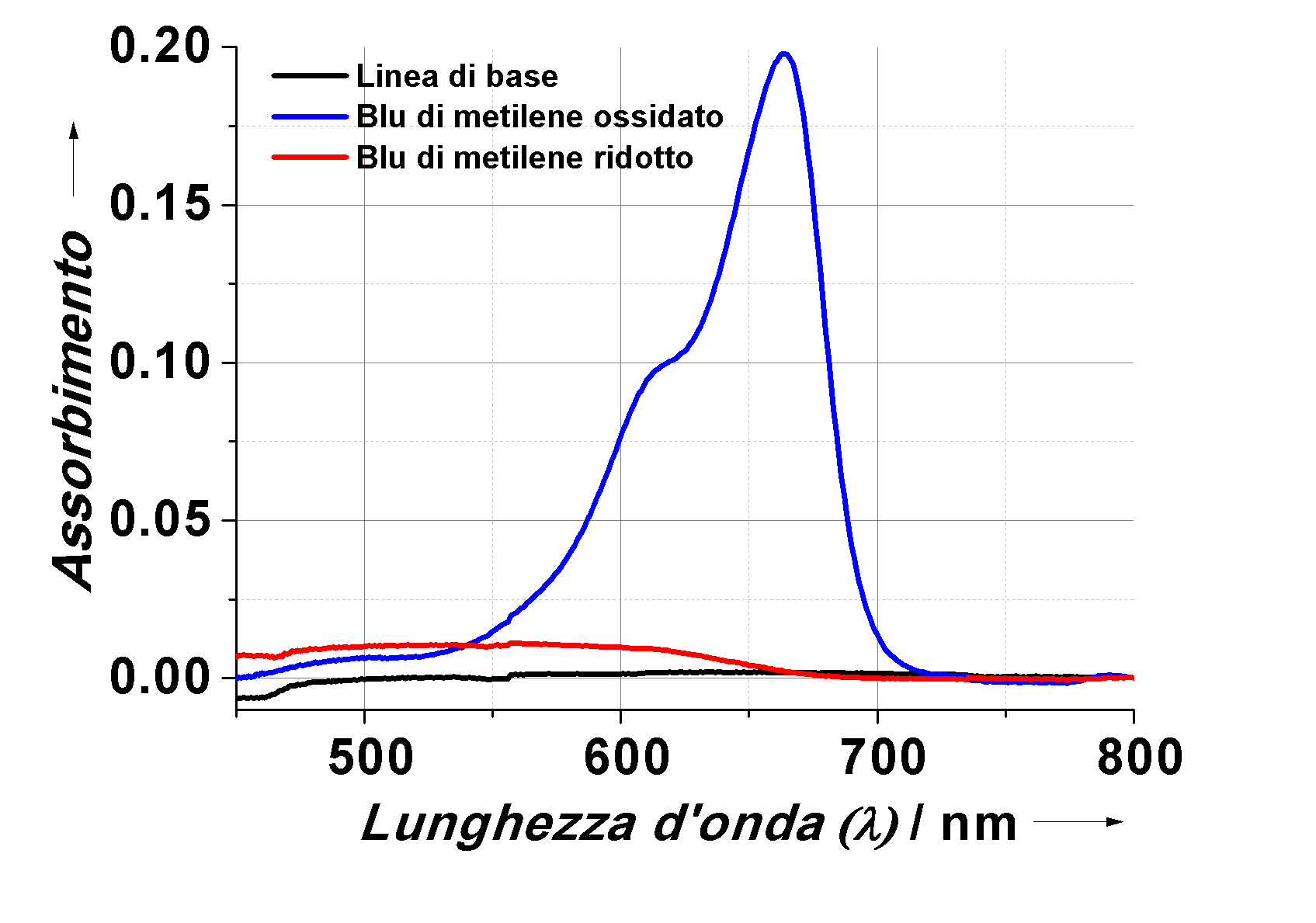
Spettro di assorbimento a pH 8.0 di una soluzione 4,5 µM di blu di metilene nella forma ossidata e ridotta

In chimica analitica l'uso più comune del blu di metilene è come indicatore nelle reazioni di ossidoriduzione, dato il suo intenso colore blu in ambiente ossidante che si converte in incolore in ambiente riducente. Questo colorante assorbe infatti la luce visibile nell'intervallo compreso tra i 530 e i 700 nm, con un picco massimo a circa 660 nm.

#### Generatore di perossidi
Il blu di metilene è usato da fotosensibilizzatore per creare ossigeno singoletto se esposto a luce ed ossigeno. A tale proposito è utilizzato per preparare perossidi organici mediante reazioni di Diels-Alder proibite dalle regole di selezione con il normale ossigeno tripletto.

#### Analisi di solfuri
Lo sviluppo della colorazione blu dovuta alla formazione di blu di metilene per reazione di solfuro di idrogeno con dimetil-p-fenilenediamina e ferro(III) è usato per la determinazione spettroscopica di solfuri in concentrazioni tra 0.020 e 1.50 mg/L (20ppb a 1.5ppm). Il test è molto sensibile e la colorazione che si sviluppa immediatamente dopo il contatto dei reagenti con H2S risulta stabile per circa una ora. Questo in microbiologia del suolo, risulta un conveniente metodo per una rapida determinazione della attività metabolica di batteri solforiduttori in acqua. Kit pronti all'uso sono attualmente in commercio.

### Biologia

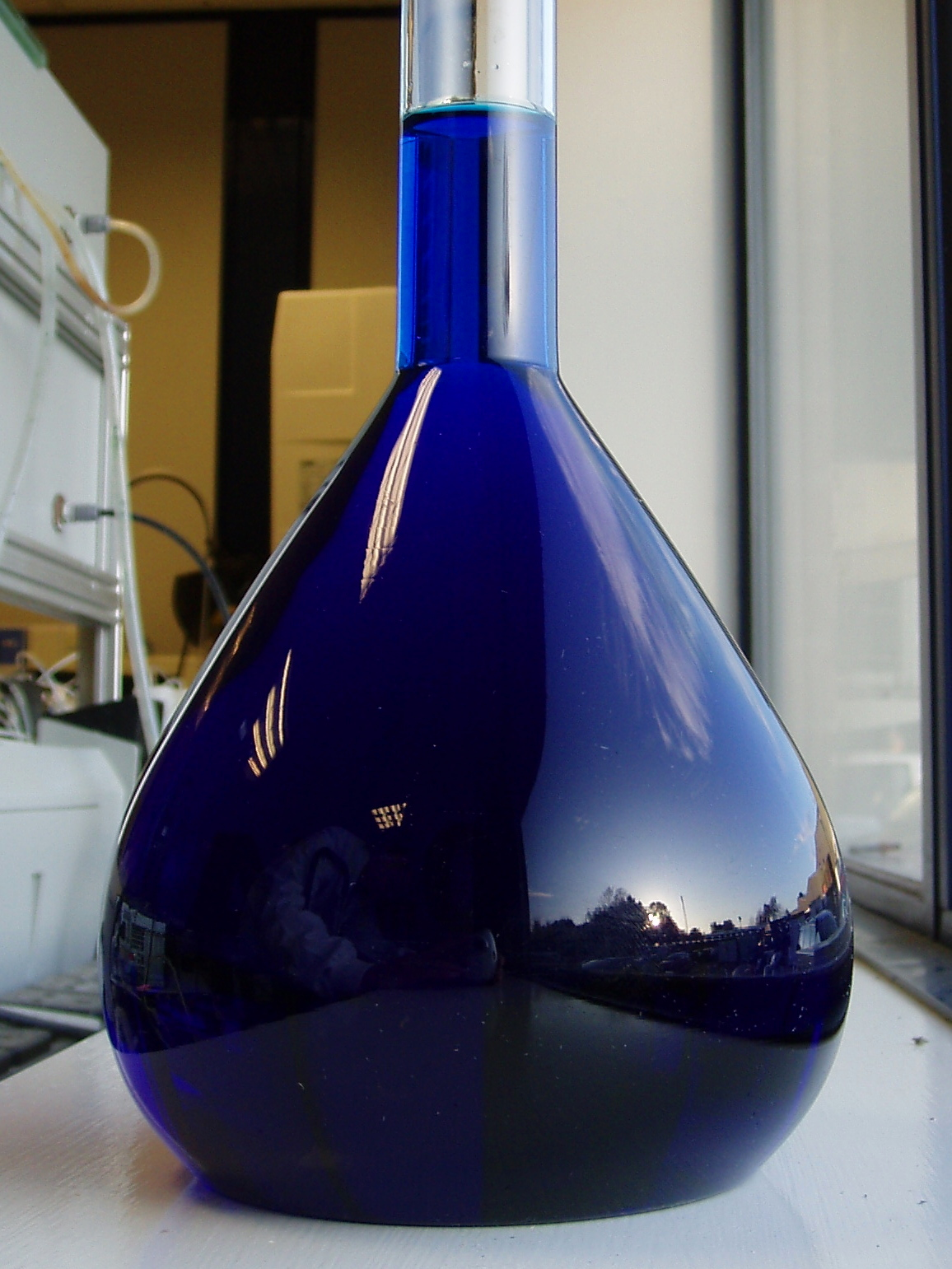
Blu di metilene in soluzione

In biologia il blu di metilene viene utilizzato come colorante per diverse procedure di marcatura microscopica cellulare, come la colorazione di Wright e la colorazione di Jenner. Poiché si tratta di una pigmentazione temporanea, il blu di metilene può anche essere utilizzato per esaminare RNA o DNA nelle varie fasi di espressione e replicazione. Un ulteriore uso è quello come indicatore per determinare se le cellule eucariotiche in esame sono vive o morte all'osservazione: il blu di metilene si riduce infatti nelle cellule vitali, lasciandole non colorate. Svolge la sua funzione tingente sia sui tessuti vegetali che animali, nonché su molecole organiche come le pectine.

### Medicina
Il blu di metilene è stato descritto come "il primo farmaco completamente sintetico utilizzato in medicina". Date le sue proprietà riducenti, viene usato come soluzione acquosa in dosi di 60 – 70 mg al giorno come antidoto per ridurre la metaemoglobina negli avvelenamenti da cianuri e da agenti meta-emoglobinizzanti (per esempio fenacetina, nitriti, anilina, sulfamidici). Somministrato lentamente endovena all'1% fino a 2 mg/kg, costituisce un catalizzatore della reazione di riduzione del ferro da Fe3+ a Fe2+ presente sull'emoglobina. In caso di patologia lieve viene fornito insieme ad acido ascorbico (che coadiuva la riduzione del ferro); in caso di fallimento o di patologia grave il paziente viene supportato con exanguinotrasfusione (somministrazione di emoglobina sana). Se associata vi è emolisi, è necessaria la plasmaferesi. 
È estremamente nocivo per le persone G6PD carenti, a cui può provocare emolisi in maniera simile a quanto accade nella manifestazione clinica del favismo. Effetti collaterali del trattamento possono essere disforia, nausea, vomito, vertigini, confusione mentale. In corso di interventi chirurgici, somministrato tramite sondino enterale, viene utilizzato per effettuare test di tenuta delle anastomosi o raffie gastriche o enteriche; per somministrazione endovenosa è utile nel valutare la tenuta delle suture sulle vie urinarie ed era anche usato in passato come disinfettante per queste ultime. Quando ingerito in quantità non nocive, modifica la colorazione delle urine tingendole di un colore che può variare dal blu intenso al verde. Viene usato anche nelle asportazioni chirurgiche.
È presente nell'elenco dei medicinali essenziali dell'Organizzazione mondiale della sanità.

#### Malaria
Il blu di metilene è stato identificato dal microbiologo tedesco Paul Ehrlich intorno al 1891 come possibile trattamento per la malaria. Durante questo periodo antecedente alla prima guerra mondiale, i ricercatori come Ehrlich ritenevano infatti che farmaci e coloranti funzionassero allo stesso modo, colorando i patogeni e danneggiandoli a livello della membrana cellulare. È andato in disuso come anti-malariale durante la seconda guerra mondiale nel Pacifico poiché i soldati americani e alleati non amavano i suoi effetti collaterali reversibili: la colorazione blu delle urine e della sclera (il bianco degli occhi). Recentemente è stato riproposto l'interesse per il suo uso come antimalarico, soprattutto per suo costo basso e per contrastare la emergente farmacoresistenza ai più diffusi farmaci antimalarici. Diversi studi clinici hanno cercato di trovare la combinazione di farmaci più efficace.

#### Veterinaria
In acquacoltura, specialmente negli acquari domestici, è usato per curare i pesci dall'infezione del protozoo parassita Ichthyophthirius multifiliis, noto anche come ictio o ichtyo.

### Altri usi
Anche se in quantità inferiore rispetto al passato, il blu di metilene viene utilizzato come colorante per dare agli alimenti un colore blu. Tra questi, era l'additivo principale del gelato al puffo, ora sostituito dal blu brillante FCF. Nelle matite copiative è uno dei traccianti che garantiscono l'indelebilità del tratto sulla carta.